# Yongping, Chongqing
Yongping (kinesiska: 永平) är en köping i sydvästra Kina. Den ligger i Dianjiang härad i storstadsområdet Chongqing, omkring 110 kilometer nordost om det centrala stadsdistriktet Yuzhong.